# Пакрадуни, Карим
Карим Пакрадуни (араб. كريم بقرادوني‎, з.-арм. Քերիմ Բագրատունի; 18 октября 1944, Бейрут), также Карим Багратуни — ливанский политик, политолог и юрист армянского происхождения. Советник президентов Ливана Ильяса Саркиса и Эмиля Лахуда. Активный участник гражданской войны с правохристианской стороны. В 2001—2007 — председатель партии Катаиб. Представляет «арабистские» и просирийские круги христианской общины Ливана.

## Латинизированный армянин
Родился в Бейруте, в армянском квартале Бурдж Хаммуд. Отец Карима Пакрадуни был этническим армянином и прихожанином Армянской апостольской церкви, мать — ливанкой и марониткой. Минас Пакрадунян-старший переселился в Ливан через Сирию из Турции. Семья не имела никаких связей с местными политическими кругами.
Карим Пакрадуни принял вероисповедание матери и считается латинизированным армянином. Среднее образование получил во франкоязычном иезуитском колледже Нотр-Дам де Джамхур. В 1968 окончил Университет Святого Иосифа. Изучал юриспруденцию, историю и политологию. По специальности юрист и политолог.

## Фалангист-«арабист»
В 1959, ещё подростком, Карим Пакрадуни вступил в фалангистскую партию Катаиб. Быстро выдвинулся в партийном активе, в 1968 г. возглавил студенческую организацию фалангистов, с 1970 — член высшего партийного руководства.
В Катаиб Пакрадуни занимал особую политическую позицию, в целом не характерную для партии Жмайелей. Будучи наполовину армянином, ливанским националистом и католиком-маронитом, он выступал за активный диалог и сотрудничество с арабскими политическими силами — на общей платформе правого радикализма и антикоммунизма. В 1969, возглавляя студенческую делегацию Катаиб, Пакрадуни встречался в Иордании с Ясиром Арафатом. Политическая линия Пакрадуни характеризовалась как «арабистская».

## В гражданской войне
Несмотря на это, Карим Пакрадуни активно участвовал в ливанской гражданской войне в качестве командира правохристианских фалангистских формирований. Пакрадуни состоял в политическом руководстве коалиции Ливанский фронт и военном командовании объединённой христианской милиции Ливанские силы. В ходе боёв он тесно взаимодействовал с армянскими отрядами, много сделал для их привлечения на сторону правохристиан. Являлся оперативным консультантом Башира Жмайеля, командующего фалангистской милицией и «Ливанскими силами». Курировал при Жмайеле военное сотрудничество с армянами и политические контакты с иностранными арабскими кругами.
Был политическим советником президента Ливана Ильяса Саркиса (1976—1982), также ливанского армянина. Аналогичную должность Пакрадуни должен был занять при избранном президенте Башире Жмайеле, но тот погиб в результате теракта до вступления в должность.
Палестинские источники причисляют Карима Пакрадуни к участникам резни в Сабре и Шатиле. Сам Пакрадуни категорически это отрицает.
В середине 1980-х Карим Пакрадуни играл видную роль в междоусобной борьбе командиров «Ливанских сил». В 1985 он поддержал мятеж Ильяса Хобейки и Самира Джааджаа против Фуада Абу Надера. Затем, в начале 1986, принял сторону Джааджаа в вооружённом конфликте с Хобейкой. Следующие несколько лет, до конца гражданской войны, Пакрадуни выступал в союзе с Джааджаа.

## Просирийский председатель Катаиб
После окончания гражданской войны в 1990 над Ливаном установилась сирийская оккупация. Как «арабист», Карим Пакрадуни не был её противником (интересно, что антисирийскую позицию занимал Джааджаа, союзник Пакрадуни, тогда как Хобейка, их противник, активно выступал на сирийской стороне). Но после ареста Самира Джааджаа в 1994 Пакрадуни вынужден был на несколько лет отойти от политики.
Он возобновил политическую активность в конце 1990-х, когда сирийские власти полностью убедились в его лояльности. В 1998 Пакрадуни сыграл значительную роль в избрании президентом Ливана Эмиля Лахуда, также происходящего из ливанских армян. Являлся политическим советником президента Лахуда, в определённой степени определял государственную политику.
В 2001, при активной сирийской поддержке, Карим Пакрадуни был избран председателем Катаиб. Под его руководством Катаиб откровенно ориентировалась на Дамаск. Это противоречило политической традиции Пьера и Башира Жмайелей, что вызывало недовольство многих фалангистов. В то же время период с 2001 по 2007 стал временем наибольшего влияния армянской общины Ливана: армяне занимали посты главы государства и лидера крупной христианской партии. В 2003—2004 Карим Пакрадуни занимал пост государственного министра по вопросам административного развития в правительстве Рафика Харири.
В 2005 году Кедровая революция покончила с сирийской оккупацией Ливана. В Катаиб усилились сторонники Амина Жмайеля, олицетворявшего традиционный курс партии. Члены и активисты партии потребовали отстранения просирийского Пакрадуни. Возник острый конфликт, причём наблюдатели констатировали явную растерянность Пакрадуни в новых политических условиях. В итоге была достигнута договорённость, сформулированная Пьером Жмайелем-младшим: Амин Жмайель назначался президентом (почётным председателем) Катаиб, Карим Пакрадуни оставался председателем до перевыборов в 2007.
На последнем этапе своего партийного руководства Пакрадуни сохранял просирийскую и антиизраильскую ориентацию. Так, во время Ливанской войны 2006 он фактически солидаризировался с исламистской Хезболла, осудив «правые силы Израиля». На Израиль же он возлагал ответственность за дестабилизацию Ливана и Ближнего Востока в целом. Позже, в 2008 Пакрадуни выражал возмущение призывом израильского министра Биньямина Бен-Элиэзера физически ликвидировать лидера «Хезболла» Хасана Насраллу.
C конца 2007 председателем Катаиб стал Амин Жмайель. В 2015 его сменил Сами Жмайель. Фалангистское руководство вновь возглавили представители клана основателей, носители традиции Пьера и Башира. Политический курс Катаиб полностью изменился, приняв антисирийскую ориентацию. Карим Пакрадуни отошёл от партийной политики.

## «Жизнь после фаланги»
После партийной отставки основным занятием Карима Пакрадуни стало чтение лекций по политической истории Ливана. В 2012 издана (на английском языке) книга Пакрадуни Years of Resistance: The Mandate of Émile Lahood, the Former President of Lebanon — Годы Сопротивления: Мандат Эмиля Лахуда, бывшего президента Ливана.
В своих воспоминаниях Карим Пакрадуни даёт оценки многим политическим деятелям: в частности, отмечает авторитарный стиль Пьера Жмайеля, высоко оценивает его двоюродного брата Мориса. С большим сожалением говорит о социальных разрушениях времён гражданской войны, объясняет её бедствия «дефицитом демократии». Довольно критично оценивает позиции Катаиб. Утверждает, что ещё в те времена «разумом был за правых, но сердцем за левых», считал необходимыми социальные преобразования.
Периодически даёт интервью, выступает с заявлениями политического характера. На вопрос журналиста о «жизни после фаланги» Пакрадуни отвечал, что продолжает свою политическую деятельность. Предлагает диалог антисирийской Коалиции 14 марта с просирийской Коалицией 8 марта, христианской и мусульманской общин. Поддерживает президента Мишеля Ауна, считает ливанскую армию гарантом национальных интересов и целостности страны. Участвует в мероприятиях армянской общественности Ливана, настаивает на официальном статусе 24 апреля как Дня памяти жертв геноцида армян.
В сирийском конфликте Пакрадуни высказывается против военно-политического давления на режим Башара Асада.

## Семья
В 1968, после завершения образования, Карим Пакрадуни женился на Моне аль-Нашиф, племяннице известного политика и предпринимателя Салема Абдельнура. В браке имеет двух сыновей — Джихада и Джавада. Проживает с женой в бейрутском христианском квартале Ашрафия.